# Berberis nepalensis
Berberis nepalensis là một loài thực vật có hoa trong họ Hoàng mộc. Loài này được Spreng. mô tả khoa học đầu tiên năm 1825.